# GtkRadiant
GtkRadiant is een leveleditor voor het creëren van 3D-levels voor computerspellen, ontwikkeld door id Software en Loki Software. Het is beschikbaar onder de GNU General Public License (GPL) sinds 17 februari 2006.
GtkRadiant wordt dezerdaags meestal gebruikt voor op Quake III Arena technologie gebaseerde spellen en
individuele projecten gebaseerd op de id Software's engine broncodes.

## Spellen
GtkRadiant kan worden gebruikt voor het ontwikkelen van levels voor de volgende computerspellen:
- Doom 3 (een versie voor Windows die gebaseerd is op Q3Radiant, D3Radiant, is geïntegreerd in Doom 3. GtkRadiant 1.5.x kan worden gebruikt om Doom 3 maps te maken op Linux door gebruik te maken van de in Doom 3 geïntegreerde map compiler)
- Quake
- Quake II
- Quake III Arena
- Quake 4 (gebaseerd op de Doom 3 engine en maakt hierdoor ook gebruik van een interne versie van D3Radiant. GtkRadiant 1.5 kan echter wel worden gebruikt om maps te maken op Linux)
- Return to Castle Wolfenstein
- Wolfenstein: Enemy Territory
- Half-Life
- Heretic II
- Soldier of Fortune II: Double Helix
- Star Trek: Voyager Elite Force
- Star Wars Jedi Knight II: Jedi Outcast
- Star Wars Jedi Knight: Jedi Academy
- Medal of Honor: Allied Assault
- Call of Duty
- Nexuiz
- Tremulous
- Warsow
- GunZ online